# Meersel-Dreef
Meersel-Dreef est un village belge de l'ancienne commune de Meerle, situé dans la commune de Hoogstraten. Ce petit village facilité est surtout connu pour sa grotte et comme place finale des pèlerinages. 

## Histoire
Meersel est resté très rural pendant longtemps. Plus au nord, à la frontière avec les Pays-Bas, le nouveau hameau de Dreef s'est développé, plus bâti. Il est également devenu le centre de la paroisse commune de Meersel-Dreef. Les bâtiments des hameaux ont convergé de sorte que les deux hameaux sont maintenant considérés comme un seul village du nom de Meersel-Dreef. Lors de la fusion de Meerle et Hoogstraten, il a été décidé de fusionner Meersel et Dreef en Meersel-Dreef.
C'est le lieu le plus septentrional de Belgique.

### Dreef
Dreef est originaire du monastère capucin, qui a été construit en 1687 dans la localité de la Mark. L'église du monastère sert d'église paroissiale à la paroisse de Meersel-Dreef et le monastère lui-même sert de chapelle depuis 1968. En 1889, une avenue menant au monastère encadrée de hêtres a été établie. De Dreef, protégé depuis 1953, a donné son nom au hameau qui a grandi autour de lui. En outre, le parc Maria avec sa grotte de Lourdes (un lieu de pèlerinage catholique) et le moulin Meersel, un moulin à eau sur la rivière Mark datant du XIVe siècle, sont également reconnus comme monuments.

### Meersel
Le nom de Meersel est mentionné pour la première fois par Meersele, ce qui signifie place près d'un étang. Meersel était déjà habitée vers l'an 1200. Ces résidents venaient de Meer. Meersel est plus âgé que Meerle, qui est originaire de Baarle. Cela a créé un lieu d'ahbitation de type village de rue, le long de la route Leuven-Breda. Meersel a été divisée dès le début entre les seigneuries de Meer (appartenant au Seigneur de Meer) et Meerle (appartenant à l'abbaye de Thorn) et cette situation ne changera pas tout au long du Moyen Âge. Même lorsque les communes ont été établies en 1795, le hameau est resté divisé entre les 2 communes.
Une chapelle a déjà été construite à Meersel en 1223. En 1421, une nouvelle chapelle a été construite sur ordre du seigneur van Hoogstraten. Cette chapelle, Sainte-Lucie, a été consacrée le 28 avril de la même année et a servi de chapelle auxiliaire pour l'église de Meerle. La chapelle est encore un lieu de pèlerinage populaire à ce jour. En 1935 et 1982, elle a été restaurée et en 1953, la chapelle a été classée monument protégé.